# UTC-6
Часово отместване UTC-6 се използва в:

## Като стандартно време през цялата година
| Централна Америка | Източен Пасифик               | Северна Америка                                         |
| ----------------- | ----------------------------- | ------------------------------------------------------- |
| Белиз             | Чили - Великденски остров     | Канада - Саскачеван (без района около град Лойдминстър) |
| Коста Рика        | Чили - Великденски остров     | Канада - Саскачеван (без района около град Лойдминстър) |
| Ел Салвадор       | Чили - Великденски остров     | Канада - Саскачеван (без района около град Лойдминстър) |
| Гватемала         | Еквадор - Галапагоски острови | Канада - Саскачеван (без района около град Лойдминстър) |
| Хондурас          | Еквадор - Галапагоски острови | Канада - Саскачеван (без района около град Лойдминстър) |
| Никарагуа         | Еквадор - Галапагоски острови | Канада - Саскачеван (без района около град Лойдминстър) |

## Като стандартно време през зимния сезон
| Канада                     | САЩ                                                                                         | Мексико                       |
| -------------------------- | ------------------------------------------------------------------------------------------- | ----------------------------- |
| Манитоба                   | Алабама, Арканзас, Илинойс, Айова, Луизиана, Минесота, Мисисипи, Мисури, Уисконсин          | Централните и източните части |
| Нунавут (централната част) | по-голямата част от Канзас, Небраска, Северна Дакота, Оклахома, Южна Дакота, Тенеси, Тексас | Централните и източните части |
| Онтарио (западните части)  | западните части от Флорида, Индиана, Кентъки, Мичиган                                       | Централните и източните части |

## Като лятно часово време
| Канада                                                 | САЩ                                                                | Мексико                   |
| ------------------------------------------------------ | ------------------------------------------------------------------ | ------------------------- |
| Алберта                                                | Колорадо, Монтана, Ню Мексико, Юта, Уайоминг                       | Южна Долна Калифорния     |
| Британска Колумбия (югоизточните части)                | По-голямата част от Айдахо                                         | Чиуауа                    |
| Северозападни територии (по-голямата част)             | Западните части от Канзас, Небраска, Оклахома, Южна Дакота, Тексас | Наярит (по-голямата част) |
| Нунавут (западните части)                              | Югозападните части на Северна Дакота                               | Синалоа                   |
| Саскачеван – само град Лойдминстър и района около него | Малки райони в източните части на Орегон и Небраска                | Синалоа                   |